# María Sabina

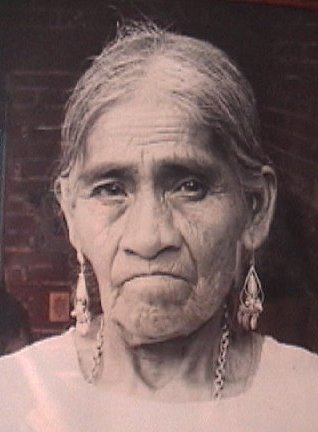
Maria Sabina in Oaxaca

María Sabina (* wahrscheinlich 1894 in Huautla de Jiménez, Oaxaca/Mexiko; † 23. November 1985) war eine mazatekische Schamanin.
Sabina war jene curandera (d. h. Heilpriesterin, Schamanin), aus deren Hand R. Gordon Wasson und sein Fotograf Alan Richardson in der Nacht vom 29. auf den 30. Juni 1955 zum ersten Mal den halluzinogenen und entheogenen Kahlkopf-Pilz Psilocybe caerulescens var. mazatecorum im Rahmen einer schamanischen Sitzung erhielten. Von da an bis zu ihrem Tod gab sie ihr Wissen um die Verwendung halluzinogener Pilze an Interessierte weiter.

Im Herbst 1962 leitete sie (im Haus der mazatekischen Dolmetscherin Dona Herlinda in Huautla de Jiménez) eine Velada u. a. mit R. Gordon Wasson, Albert Hofmann und dessen Frau, bei der sie erstmals synthetisches Psilocybin, in der Form von Pillen mit je 5 mg, verwendete. Maria Sabina nahm dabei selbst insgesamt sechs Pillen, während Wasson nur zwei, und Hr. Hofmann nur eine zugeteilt erhielten. Nach der nächtlichen Zeremonie bestätigte sie, dass die Pillen die gleiche Wirkung hätten wie die Pilze.